# Ballon (Charente Marítimo)
 Ballon  es una comuna y población de Francia, en la región de Poitou-Charentes, departamento de Charente Marítimo, en el distrito de Rochefort y cantón de Aigrefeuille-d'Aunis.
Su población en el censo de 1999 era de 526 habitantes.
No está integrada en ninguna Communauté de communes o similar.

## Demografía
| 366 | 345 | 378 | 432 | 482 | 526 |
| Para los censos de 1962 a 1999 la población legal corresponde a la población sin duplicidades (Fuente: INSEE [Consultar]) |     |     |     |     |     |

## Historia
En el actual territorio de la comuna tuvo lugar el 22 de noviembre del 845 la batalla de Ballon, que enfrentó a los bretones de Nominoe con los francos de Carlos el Calvo, batalla que terminó con la victoria de los primeros.